# 라인 궁정백
라인 궁정백(독일어: Pfalzgraf bei Rhein 팔츠그라프 바이 라인[*])은 독일 왕국의 봉신국인 라인 궁정백국을 지배하는 궁정백이었다. 궁정백국이 팔츠 선제후국이 된 이후로는 궁정선제후(독일어: Kurfürst von der Pfalz 쿠어퓌르스트 폰 데어 팔츠[*])를 칭했다.

## 로트링겐 궁정백 (915년–1085년)
- 비게리히 임 비트가우 백작 (915년경-922년)
- 고트프리트 임 이윌리히가우 백작 (940년경)

11세기에 에초가는 라인강 양안의 백국 여러 개를 소유했다. 그들의 영토의 중심지는 쾰른-본 일대였으며, 남쪽으로는 모젤강과 나헤강을 넘어 알차이에 다다랐다.
- 헤르만 1세 (945년–994년)
- 에초 (994년–1034년)
- 오토 1세 (1034년–1045년)
- 하인리히 1세 (1045년–1061년)
- 헤르만 2세 (1061년–1085년)

## 라인 궁정백 (1085년–1356년)
에초가가 1085년 단절되면서 로트링겐 지역은 군사적 중요성을 잃고 여러 개의 백국들로 분할되었다. 구 로트링겐 궁정백국의 영토는 라인강변으로 줄어들었고, 이때부터 "라인 궁정백"이라고 불리게 되었고, 한동안 세습되지 못하고 임명백작들로 채워졌다.
- 하인리히 2세 폰 라흐 (1085년–1095년)
- 지크프리트 1세 폰 바이마르오를라뮌데 백작 (1095년–1113년)
- 고트프리트 폰 칼프 백작 (1113년-1129년)
- 빌헬름 폰 바이마르오를라뮌데 백작 (1129년–1139년)
- 하인리히 2세 폰 외스터라이히 변경백 (1139년–1142년)
- 헤르만 3세 폰 슈탈렉 백작 (1142년–1155년)

최초의 세습 라인 궁정백은 프리드리히 1세 바르바로사 황제의 남동생 콘라트 데어 슈타우퍼였다.
- 콘라트 데어 슈타우퍼 (1156년–1195년)

하지만 1195년 콘라트가 후사 없이 죽으면서 호엔슈타우펜가의 지배는 불과 1대에 그치고 벨프가로 넘어간다.
- 하인리히 5세 (1195년–1213년)
- 하인리히 6세 (1213년–1214년)

벨프가도 단절되면서 작위는 비텔스바흐가로 넘어간다. 이 때 비텔스바흐가는 바이에른 공작으로서 선제후이자 또한 바이에른 궁정백 작위도 가지고 있었다.
- 루트비히 1세 (1214–1231년)
- 오토 1세 (1228년–1253년)
- 루트비히 2세 (1253년-1294년)
- 루돌프 1세 (1294년–1317년)
- 루트비히 (1317년–1329년)
- 루돌프 2세 (1329년–1353년)
- 루프레히트 1세 (1353년-1356년)

비텔스바흐가 내부적으로 분할상속이 이렇게저렇게 얽히면서 1356년 선제후의 지위가 바이에른 공작으로부터 라인 궁정백으로 넘어간다. 이 때부터 라인 궁정백국은 궁정선제후국(팔츠 선제후국)이 되고, 루프레히트 1세는 최초의 궁정선제후(데어 팔츠 선제후)가 된다.